# Касангулу
Касангулу (фр. Kasangulu) - місто в провінції Центральне Конго Демократичної Республіки Конго. Розташоване на південь від Кіншаси, на висоті 339 м над рівнем моря 
У 2010 році населення міста за оцінками становило 30 724 особи .
Касангулу - залізнична станція на лінії Матаді-Кіншаса.